# 오픈 뱅킹
오픈 뱅킹(open banking)은 다음을 가리키는 핀테크의 일부로서 금융 서비스 용어이다:
1. 서드파티 개발자들이 금융 기관의 애플리케이션과 서비스를 빌드할 수 있도록 개방 API를 사용.
2. 오픈 데이터에서 비공개 데이터에 이르는 계정 보유자의 더 큰 금융 투명성 옵션.
3. 상기 사항을 달성하기 위한 오픈 소스 기술의 사용.[2]

개념의 하나로서 오픈 뱅킹은 Henry Chesbrough가 홍보한 용어인 오픈 이노베이션 개념의 하위 분류로 간주된다. 이는 GDPR 등의 규제, 그리고 오픈 데이터 운동 등의 개념에 의해 기술된 데이터 소유권 문제에 대한 태도 변화와 연결된다.

## 역사
2015년 10월, 유럽 연합 의회는 PSD2라는 이름의 개정된 지불 서비스 지침(Payment Services Directive, PSD)을 채택하였다. 이 새로운 규칙에는 오픈 뱅킹을 통한 혁신적인 온라인, 모바일 지불의 개발 및 이용을 제고시키는 목표가 포함되었다.
2016년 8월, 영국 경쟁 관리 당국(Competition and Markets Authority, CMA)은 9대 영국 은행(HSBC, 바클리즈, RBS, Santander, en:Bank of Ireland, en:Allied Irish Bank, en:Danske Bank, Lloyds and Nationwide)들에게 허가를 받은 스타트업 기업들이 자신들의 데이터를 거래 계정의 거래 수준으로까지 직접 접근할 수 있도록 요구하는 통칙을 발행하였다.
이 새 규제는 2018년 1월 13일 효력이 발생했으며 이 작업을 위해 특별히 창설된 비영리 단체인 오픈 뱅킹 리미티드에 의해 구축되었다.